# Cees Bol
Cees Bol (* 27. Juli 1995 in Zaandam) ist ein niederländischer Radrennfahrer.

## Sportliche Laufbahn
Der erste große sportliche Erfolg von Cees Bol, Mitglied des  Rabobank Development Teams, war der Sieg bei der Olympia’s Tour im Jahr 2016. Darauf wurde er für 2017 vom Team SEG Racing Academy verpflichtet. Bevor er jedoch für das Team debütieren konnte, hatte er zu Hause einen Ohnmachtsanfall. Bei dem folgenden Sturz erlitt er eine Gehirnerschütterung und konnte bis Ende August keine Rennen bestreiten. 2018 gewann er die Flèche Ardennaise und eine Etappe der Tour de Bretagne Cycliste. Zur Saison 2019 wechselte er zum Team Sunweb, für das er im Sommer 2018 bereits als Stagiaire fuhr.
Im Frühjahr 2019 war Bol mehrfach erfolgreich: Er gewann das Rennen Nokere Koerse im Sprint vor dem Deutschen Pascal Ackermann sowie eine Etappe der Kalifornien-Rundfahrt vor Peter Sagan. Im Mai entschied er die erste Etappe der Tour of Norway für sich. Anfang 2020 gewann er eine Etappe der Algarve-Rundfahrt. Im Jahr 2021 gewann er den Massensprint der zweiten Etappe von Paris–Nizza. Im selben Jahr wurde er zudem auf der Bahn mit Yoeri Havik niederländischer Meister im Zweier-Mannschaftsfahren. In der Saison 2022 folgte ein Etappensieg bei der Tour of Britain.
Zur Saison 2023 wechselte Bol das Team und wurde Mitglied im Astana Qazaqstan Team.

## Diverses
Cees Bol ist nicht verwandt mit dem Radrennfahrer Jetse Bol.

## Erfolge

### Straße
2016
- Gesamtwertung Olympia’s Tour

2018
- Flèche Ardennaise
- eine Etappe und Punktewertung Tour de Bretagne Cycliste

2019
- eine Etappe Tour of Norway
- eine Etappe Kalifornien-Rundfahrt
- Nokere Koerse

2020
- eine Etappe Algarve-Rundfahrt

2021
- eine Etappe Paris–Nizza

2022
- eine Etappe Tour of Britain

### Bahn
2021
- Niederländischer Meister – Zweier-Mannschaftsfahren (mit Yoeri Havik)

## Grand-Tour-Platzierungen
| Grand Tour            | 2019 | 2020 | 2021 | 2022 | 2023 | 2024 | 2025 |
| --------------------- | ---- | ---- | ---- | ---- | ---- | ---- | ---- |
| Giro d’ItaliaGiro     | –    | –    | –    | DNF  | –    | –    | –    |
| Tour de FranceTour    | DNF  | 140  | 140  | –    | 149  | 138  | DNF  |
| Vuelta a EspañaVuelta | –    | –    | –    | –    | –    | –    | …    |